# Francesco Angelo de Vico
Francesco Angelo de Vico, Francisco Angel Vico y Artea (Sassari, circa 1580 – Madrid, 1648), è stato un avvocato, un politico ed uno storico del Regno di Sardegna.

## Biografia
Francesco Vico, figlio di un còrso funzionario del Sant'Uffizio che si era stabilito e sposato a Sassari, compì i suoi primi studi di filosofia nella sua città natale. Successivamente si trasferì in Spagna dove si laureò in diritto civile e canonico nell'Università di Salamanca. Tornato a Sassari intraprese una brillante carriera di avvocato e, a seguito della enorme stima conquistata, nel 1609 fu nominato Giudice della Reale Udienza, il supremo organo giurisdizionale del Regno di Sardegna. Nel 1617 gli fu conferita la carica di procuratore degli affari fiscali. Il Vico si adoperò moltissimo presso il re di Spagna Filippo IV perché favorisse la creazione di una flotta sarda per difendere le coste dalle incursioni dei corsari barbareschi. Nel 1624 il re accordò la richiesta e lo stesso Vico si recò a Genova per stipulare i contratti con la Repubblica di Genova per la costruzione e l'armamento delle galee. Promosse inoltre la coltura dell'ulivo e l'introduzione della lavorazione della lana e della seta nell'isola. Inoltre, come riportato dal suo stesso avversario Salvatore Vidal, nell'esercizio delle sue funzioni fu sempre molto ben disposto nei confronti dei più deboli.
Finalmente nel 1627 fu nominato reggente del Supremo Consiglio della Corona di Aragona e si trasferì a Madrid, dove fu punto di riferimento per molti sardi che nella capitale coltivavano i propri interessi. Del suo entourage entrò a far parte Gavino Penducho Carta, un nuorese che giunse a ricoprire la carica di receptor del Consiglio di Aragona dal 1639.

## Opere
- Historia general de la isla y reyno de Sardeña, Barcelona, 1639 (rist. Cagliari, Centro di Studi Filologici Sardi/Cuec, 2004 a cura di Francesco Manconi)
- Leyes y Pragmaticas reales del reyno de Serdeña, Napoli, 1640.
- Apologatio honorifica a las obieciones que haze el P. A. Salvador Vidal en su libro intitulado Clypeus aureus, Madrid, 1643.